# Digital Equipment Corporation
Digital Equipment Corporation (DEC) ime je za pionirsku američku tvtku na polju računalske tehnologije, koja je postala sinonim za miniračunala tijekom 1960-tih i 1970-tih godina kroz prodicu sistema PDP, a tijekom 1980-tih kroz VAX seriju miniračunala. U ranim 1990-tim zbog kasnog ulaska na tržište mikroračunala DEC ulazi u financijsku krizu da bi kasnim 1990-tim DEC kupuje američka tvrtka Compaq koja kasnije postaje vlasništvo američke tvrtke Hewlett-Packard.

## Proizvodi

### Digitalni moduli
Rane 1958 DEC je izbacio na tržište svoj prvi proizvod, linju proizvoda "Digital Laboratory Module" (moduli za digitalni laboratorij). Ove module sastjale su se od broja elektroničkih komponenti i germanijskih tranzistora koji su bili montirani na tiskanoj pločici. Elektronički krugovi bili su zasnovani na sistemu TX-2 (MIT Lincon laboratory)
Laboratorijske module bile su ugrađene u kučištu od aluminija,  i namjena je bila da sjede na radnom stolu. Da bi se stvorili složenije cijelne, module je bilo moguće spojiti s kablom koji bi imao utičnice od 4mm na svakom kraju. Tri inačice su bile razvijene i razlika je bila u brzini: 5 MHz (1957), 500 kHz (1959), ili 10 MHz (1960). Ove module su bile jako popularne i koristile su je mnoge tvrtke koje su koristile ovu opremu da bi ispitivali svoje računalske sisteme. Bez obzira na reesiju u kasnim 1950-tim, DEC je imao mnogo uspjeha i prodali su modula u vrijednosti od USD$94.000 u 1958., tako da je firma poslovala pozitivno u prvoj godini postojanja.
Linija proizvod je kasnije proširena s linijom "Digital Systems Module" (digitalni moduli), koje su bile u drugačijem formatu. Module ove linije bile su dizajnirane tako što su na stražnjem dijelu modula imali 22-iglićne Amphenol rubne spojnice, koje su se mogle međusobno spojiti u posebni 19" ormarić. Ova inačica je dozvoljavala 25 modula da se ubace u jednu 5-1/4" dio ormarića, što je omogućavalo izradu računalnog sistema. DEC je koristio Digital Systems Module za izgradnju "Memorijskog ispitivača" za ispitivanje jezgrinske memorije. DEC je uspio prodati 50 ovih jedinica u sljedećih 8 godina.
Module su bile dio DEC-ovog proizvodnog programa u zalazu 1970-tih, i izrada modula je evolvirala s evolucijom tehnologije proizvodnje. Prve module bile obilježene kao "R" (red - crvena) serija "Flip-Chip" module. Druge module u seriji dobivale su na brizini, gustoći logike, te industriske ulazno-izlazne sposobnosti. DEC je objavljvao iscrpne detalje o modulima u svojim besplatnim katalozima, koji su bili jako popularni u industriji i šire.

### Obitelj PDP-1
Nakon uspješnog prvogodišnjeg poslovanja, DEC je krenu s drugom fazom svog poslovnog plana. Tijekom kolovoza 1959., Ben Gurley je počeo dizajnirati prvo računalo  "Programmable Data Processor" (programbilni podatkovni procesor) skraćeno PDP, pošto je bio prvenac dobio je ime PDP-1. Prototip je bio prvo izložen u prosincu 1959. na Joint Computer Conference u Bostonu
U izradi PDP-1 korištene su module iz linije Digital Systems, i cijeli sistem se sastojao od nekoliko 19" ormarića koji tvorili 18-bitni računalni sistem, koje je imalo radnu jezgrovnu memoriju od 4 kRiječi (4.000 x 18 bita) i koje je moglo vršiti 100.000 operacija u sekundi.  Ormarići su bili uređeni u jedan glavni niz (eng. mainframe), s heksagonalnom kontrolnom pločom koje je imala indikacijska svjetla i prekidače, koji su bili montirani da sjede na visini stola na jednoj strani glavnog niza. Iznad upravljačke ploče, nalazila se standardna ulazno-izlazno rješenje, čitač/pisač bušene trake. Većina PDP-1 sistema bile su kupljene sa sljedećim perifernim uređajima: 
- Type 30 (Tip 30) zaslonom s vektorskom grafikom,
- Soroban Engerineering modificiranom IBM Model B električnom pisačom mašinom koja se koristila kao pisač. Soroban sistem je bio nepouzdan, i obično je kasnije bio zamjenen s Friden Felxwriter, koji je također imao i svoj samostani sistem za bušenje papirne vrpce.

Nakon nekog vremena, druge periferne jedinice su bile dostupne: sistem s magnetskom trakom, bušene kartice, te bolji sistemi za bušene vrpce i bolji pisači.
Prvi gotovi PDP-1 bio je isporučen tvrtci Bolt, Beranek and Newman u studenom 1960. i službeno je bio prihvaćen u travnju 1961. DEC je donirao prototip PDP-1 fakultetu MIT 1962., koji je bio postaljen u prostoriju do računala TX-0 koji je bio izgrađen na MIT-u.  PDP-1 je bio toplo prihvaćen na MIT-u, i bila je platforma na kojemu su se razvili mnogi prvenci: prva videoigra Spacewar!, tekst editor, procesor riječi, prva prava igra šaha, inteaktivni debugger, prva računalna glazba.
PDP-1 je prodana u osnovnoj konfiguraciji za 120.000 američkih dolara, ili ako se preračuna inflacija i kupovna moć tada izlazi na 780.000 američkih dolara (2005.) Do kraja 1969. do kada se PDP-1 proizvodio, DEC je isporučio 53 sistem. Mnogi sistemi korišteni su tijekom 1970-te, i mnogi sistemi su bili sačuvani. MIT-ov primjerak je bio doniran muzeju The Computer Museum, Boston, koji je kasnije završio u Computer History Museum (CHM). Kasna inačica igre Spacewar! bila je pronačena u kućištu na papirnoj traci.  PDP-1 sa serijskim brojem #44 je bio pronađen u jednoj štali u Wichita, Kansas 1988., koja je navodno bila u vlasništvu jedno od avijacijskih tvrki u regiji, i ovaj sistem je bio spašen voluntera Digital Historical Collection, i kasnije je postao eksponat u Computer History Musemu.
Kada je DEC uveo liniju PDP-1, tijekom službenog predstavljanja bila su obećanja da će se proizvoditi i strojevi s veličinom riječi od 24, 30 and 36-bitova, također zasnovana na arhitekturi PDP-1 Tijekom izrade prototipa PDP-1, dizajnerski rad je bio utrošen na 24-bitni PDP-2, i 36-bitni PDP-3. Iako PDP-2 nikada nije napustio fazu dizjana, PDP-3 je našao zanimanje kod kupaca te je bio izrađen detaljniji dizajn. Samo jedan PDP-3 je bio proizveden od 1960. u CIA's Scientific Engineering Institute (SEI) (CIA Znanstveno tehnički institut) koji je smješten u Waltham, Massachusetts. Prema malobrojnim podacima, PDP-3 je bio korišten za izračunavanje i obradu radarskih prereza izviđačkog zrakoplova Lockheed A-12.
U studenom 1962. DEC je na tržište uveo inačicu PDP-4 s početnom cijenom od 65.000 amer. dolara. PDP-4 po arhitekturi je bio sličan kao PDP-1 i imao je sličan broj naredbi, ali sproriju glavnu memoriju i drugačije pakovanje.
DEC je 1964. uveo nove module koje su bile u Flip Chip izvedbi, ovo je omogućilo novu inačicu PDP-4 koji se dobio ime PDP-7, i koji se uspjeo prodati u 140 primjer Poboljšanje Flip Chip s uvođenjem "R" serije, dovodi do nove poboljšane inačie PDP-7A, koji je izašao 1965. PDP-7 je poznata kao stroj na kojem je razvijena prva inačica operacijskog sustava Unix.
U kolovozu 1966, na tržište PDP-9 koji je bio kompatibilan s PDP-4 i s PDP-7, ali je bio dvostuko brži nego PDP-7. Cijena za osnovnu izvedbu PDP-9 sistema bila je 19.900 am. dolara 1968. , PDP-9 je bio uspješan stroj za DEC, koji je uspio prodati 445 sistema, više nego cjelokupna proizvodnja prijašnjih modela (PDP-1, PDP-4, PDP-7, PDP-7A)
DEC je 1969. uveo novi model PDP-15, koji je bio PDP-9 izveden u tehnologiji integriranih krugova, umjesto korištenja Digital Systems Module. PDP-15 je bio mnogostruko brži nego PDP-9, i imao je također jedinicu s kliznim zarezom, te odovjenu ulazno/izlaznu jedinicu koja je rasterećivala glavni CPU od zahtjevnog posla nadgledavanja i upravljanja ulazno/izlaznim jedinicama. Preko 400 PDP-15 je bilo naručeno u prvih 8 mjeseci proizvodnje, da bi krajnja količina proizvedenih jedinica izašla na 790 u 12 raznih modela. PDP-15 je bio zadnji stroj s 18-bitim riječima.

### Obitelj PDP-8
Tijekom 1960-tih godina, DEC se bacio u razvoj miniračunala koristeći ideje od nekoliko eksperimentalnih 12-bitnih računarskih sistema koja su se pojavila. DEC je osobito iskoristio ideje koje su bile izvedene u sistemu LINC kojeg su dizajnirali W.A. Clark i C.E. Molnar na osnovu nadahnuća kojeg su dobili od sistema CDC 160 kojeg je dizajnirao Seymore Cray. Prilikom izgradnje LINC-a dizajneri su koristili DEC-ove kontrolne module, no jedna od glavnih odlika LINC-a bila je ta da je cijeli dizajn bio stavljen u javnu domenu što bio prvenac u tom vremenu, tako da su mnoge tvrtke mogle koristiti ovaj dizajn bez naplate za pravo korištenja ideja.  Glavni dizajneri DEC PDP-8 bili su inženjeri C. Gordon Bell i Edson de Castro. Do završnog produkta došlo se izradom modela PDP-5 koji je bio razvijen kao programibilni uređaj za industrijsku kontrolu nuklearnih elektrana i nije bio namijenjen za široku potrošnju. PDP-5 bio je izrađen u tehnologiji DEC-ovih kontrolnih modula, i bio je pokusni kunić za izradu ideja koje su kasnije bile uvrštene u PDP-8. Razvojem PDP-5 i poslije PDP-8, DEC je htio ući u tržište gdje je bila nezadovoljena potražnja za manja jeftinija računala osobito u tržištu industrijskog upravljanja. PDP-5 je izašao na tržište 1963. godine i bio je izložen na sajmu WESTCON. Početna cijena sistema bila USD$27,000 (1963.). Do prestanka proizvodnje 1967. godine, prodano je ukupno 117 sustava, a DEC je kasnije kada su PDP-8 sistemi bili uvedeni u prodaju 1965. godine, prodavali su modulu koja je omogućavala korisnicima PDP-5 sistema proširiti na PDP-8. Prvi PDP-8 sistemi 1965. godine bili su izrađeni u tranzistorskoj tehnici. Dimenzije sistema bile su veličine omanjeg ormara. Od 1968. godine PDP-8 sistemi koriste u izradi TTL sklopove, što omogućava manju fizičku veličinu sistema te manje troškove izrade. Dolaskom novih tehnika izrade intergriranih krugova na tržište, DEC je stalno uvrštavao razne inovacije tako da je obitelj PDP-8 uspjela preživjeti sve do 1990. godine kada prestaje njegova proizvodnja.

### PDP-11
DEC je 1970. uveo 16-bitno računalo PDP-11, i proizvodio se sve do 1990-tih. PDP-11 je zamijenio seriju PDP-8 posebno u operacijama u stvarnom vremenu, iako su obje linije bile paralelno u proizvodnji 10 godina. PDP-11 je bio utjecajano računalo, jer je utjecao na mnoge operacijske sisteme (CP/M, MS-DOS, UNIX), na razvoj programskog jezika C, te na razvoj mnogih mikroprocesora kao na primjer Motorola 68000. Prva službena inačica UNIXa radila je na računalu PDP-11/20 (1970.). Nasljednik PDP-11 bio je 32-bitni VAX-11.